# قلعه رتک
قلعه رتک مربوط به دوره صفوی است و در شهرستان کوهبنان، بخش مرکزی، دهستان خرمدشت، روستای رتک واقع شده است. این اثر در تاریخ ۷ اسفند ۱۳۸۶ با شمارهٔ ثبت ۲۱۴۹۷ به‌عنوان یکی از آثار ملی ایران به ثبت رسیده است.